# Armel de Wismes
Armel de Blocquel de Croix, baron de Wismes, né le 9 février 1922 à Nantes et mort le 28 juillet 2009 dans la même ville, est un écrivain et historien français, issu d'une famille ancienne de la noblesse française.

## Biographie
Sa famille est originaire de Wismes dans le Pas-de-Calais, où elle serait attestée depuis le XIIe siècle. Armel de Wismes y détenait encore une propriété, mais ses ascendants proches étaient installés à Nantes dès le XIXe siècle, puisque l'on trouve plusieurs Wismes parmi les membres de la Société archéologique et historique de Nantes et de Loire-Atlantique et de la Société académique de Nantes et de Loire-Atlantique : les barons Olivier (son arrière grand-père), Christian (son grand-père) et Gaëtan de Wismes. Armel est le fils du baron Robert de Wismes et de Madeleine Pavret de La Rochefordière.
Il suit sa scolarité à l'Externat des Enfants nantais, avant de rejoindre l'Institut des lettres de Nantes.
Pendant la Seconde Guerre mondiale, il est arrêté et emprisonné par la police allemande, puis blessé lors des bombardements de Nantes de septembre 1943.
Après la guerre, il mène de front une carrière de peintre de marine, de journaliste et d'écrivain, membre de plusieurs académies et de plusieurs jurys de prix littéraires. En 1952, il obtient le prix Marc Elder pour son roman Coup de mer.
Il est détenteur d'importantes archives familiales qui lui ont servi pour quelques-uns des ouvrages qu'il a écrits, souvent en relation avec la Bretagne ou la mer.
Il préside le Comité régional des arts appliqués de Loire-Atlantique, est vice-chancelier de l'Académie de Bretagne et vice-président du Centre généalogique de l'Ouest, ainsi que membre du Comité nantais de documentation historique de la marine, de l'Association des chevaliers pontificaux, de l'Association de la noblesse française (ANF) et du cercle Louis XVI.
Armel de Wismes est enterré au cimetière La Bouteillerie à Nantes.

## Quelques œuvres
- Coup de mer, 1952. Prix Marc Elder.
- Cuirasse d'écume, Amiot-Dumont éditeur, Le Livre contemporain, Paris, 1957, Collection "Visages de l'Aventure", Préface de Pierre Mac Orlan.
- Ainsi vivaient les Français : des Croisades à la Troisième République, d'après les archives d'une très ancienne famille, Paris, 1961.
- Ainsi vivaient les marins, 1971.
- Les Chevaliers de Malte, 1972.
- Histoire de la Vendée, 1975.
- Nantes et le pays nantais, Éditions France-Empire, 1978.
- Nantes et le temps des négriers, Éditions France-Empire, 1983.
- Corsaires et aventuriers bretons, 1986.
- La vie quotidienne dans les ports bretons aux XVIIe et XVIIIe siècles, Hachette.

### Illustrations
- Histoire mondiale des pirates, flibustiers et négriers, Jean Merrien, Éditions Grasset, 1959.

## Hommages
- Pornic (Loire-Atlantique) : Médiathèque Armel de Wismes (4 juin 2010)